# Zeta Volantis
Zeta Volantis (ζ Vol, ζ Volantis) é a terceira estrela mais brilhante da constelação de Volans, com uma magnitude aparente de 3,96. Com base em medições de paralaxe, está localizada a aproximadamente 141 anos-luz (43,2 parsecs) da Terra.
Zeta Volantis é uma estrela gigante evoluída com uma classificação estelar de K0 III. Estrelas desse tipo tipicamente têm uma temperatura efetiva de cerca de 4 900 K, o que lhes dá a coloração alaranjada típica de estrelas de classe K. O diâmetro angular de Zeta Volantis, após correções de escurecimento de bordo, é de 2,32 ± 0,06 milissegundos de arco, o que pode ser usado para calcular um raio de aproximadamente 11 vezes o raio solar. Zeta Volantis forma um sistema estelar binário com uma estrela de magnitude 9,7 localizada a uma separação de 16,7 segundos de arco no céu. Sua paralaxe medida pela sonda Gaia confirma que as duas estrelas estão aproximadamente à mesma distância da Terra.